# Seznam chráněných území v okrese Galanta
Toto je seznam chráněných území v okrese Galanta aktuální k roku 2017, ve kterém jsou uvedena chráněná území v oblasti okresu Galanta.
| Kód | Obrázek             | Typ | Název               | Rozloha (ha) | Galerie Commons                                           | Popis území | Souřadnice                       |
| --- | ------------------- | --- | ------------------- | ------------ | --------------------------------------------------------- | ----------- | -------------------------------- |
| 917 |                     | CHA | Abrahámsky park     | 10,8459      |                                                           |             |                                  |
| 39  | Dubník              | NPR | Dubník              | 165,1900     | Kategorie „Dubník (chránené územie)“ na Wikimedia Commons |             | 48°19′18″ s. š., 17°47′13″ v. d. |
| 933 |                     | CHA | Galantský park      | 3,3927       |                                                           |             |                                  |
| 943 |                     | CHA | Košútsky park       | 1,9050       |                                                           |             |                                  |
| 96  |                     | PR  | Mačiansky háj       | 25,3300      |                                                           |             |                                  |
| 97  |                     | PP  | Mačiansky presyp    | 1,2772       |                                                           |             |                                  |
| 110 |                     | PP  | Mostovské presypy   | 3,0721       |                                                           |             |                                  |
| 942 |                     | CHA | Park pri ihrisku    | 2,6582       |                                                           |             |                                  |
| 971 |                     | CHA | Seredský park       | 8,4163       |                                                           |             |                                  |
| 154 |                     | PR  | Sládkovičovská duna | 1,1030       |                                                           |             |                                  |
| 973 |                     | CHA | Sládkovičovský park | 1,2020       |                                                           |             |                                  |
| 974 |                     | CHA | Šalgočiansky park   | 2,6051       |                                                           |             |                                  |
| 167 |                     | PP  | Štrkovské presypy   | 1,7755       |                                                           |             |                                  |
| 979 |                     | CHA | Tomášikovský park   | 22,8866      |                                                           |             |                                  |
| 171 | Tomášikovský presyp | PP  | Tomášikovský presyp | 0,9875       |                                                           |             | 48°5′6″ s. š., 17°40′28″ v. d.   |